# Un home a les fosques
Un home a les fosques és una novel·la de l'escriptor nord-americà Paul Auster, publicada el 2008 i traduïda i publicada en català el mateix any per Albert Nolla a la col·lecció El balancí d'Edicions 62, amb el número 590 d'aquesta col·lecció.

## Argument
La novel·la transcorre en una sola nit en una casa solitària de l'estat de Vermont on conviuen August Brill, la seva filla, Miriam, i la neta, Katya, tots tres amb una devastadora història personal al darrere que els fa estar en un estat de tristesa absoluta, pel que els ha passat i pel que ha passat als seus: Auguts ha quedat vidu i ha tingut un accident que li ha limitat la mobilitat; la seva filla ha estat abandonada pel marit, i la neta, ha perdut el seu nòvio, Titus, que ha estat mort a la guerra de l'Iraq.
Amb aquest punt de partida, August, té problemes d'insomni i per no haver de pensar en les desgràcies familiars s'explica històries mentalment. Una d'aquestes és una distopia sobre una nova guerra civil de secessió als Estats Units d'Amèrica, provocada pel resultat de les eleccions presidencials de l'any 2000 i amb una distribució territorial que coincideix amb el que s'ha anomenat Jesusland. Aquesta història és protagonitzada per Owen Brick, que té l'encàrrec d'aturar la guerra però que per fer-ho ha d'assassinar el mateix August Brill, que és qui ha començat el conflicte. Brick entra en múltiples contradiccions i se sent molt incòmode d'aquesta tasca pels problemes morals que li pot portar. L'ambient d'aquest escenari apocalíptic és el mateix que sent Brill en el seu interior.
Aquesta història apareix entrellaçada amb les sensacions, pensaments i reflexions de Brill, fins que apareix la neta, que provoca que s'aturin aquest pensaments de manera brusca amb la mort de Brick. Llavors, el fil narratiu es concentra en la seva conversa, sobre el passat, les històries familiars, sobre les desgràcies que han hagut de viure, les pel·lícules que els agrada mirar i comentar... I s'acaba quan la Miriam es desperta, conversa amb l'Auguts i es prepara per fer l'esmorzar.
En la novel·la es fa present un dels recursos habituals d'Auster, les múltiples realitats i l'atzar. Les dues històries que s'entrellacen, la manera com Owen Brick és l'escollit per assassinar Brill, la desgràcia que presegueix cada membre de la família... serien exemples d'aquests recursos, però no són els únics.